# Filomena Cautela
Filomena José Dias Fernandes Cautela (Lisboa, 16 de dezembro de 1984) é uma atriz e apresentadora portuguesa. Tem no currículo a participação em diversas telenovelas portuguesas e ainda a apresentação de programas de relevo na MTV Portugal e nos canais da RTP.

## Carreira
Iniciou a sua carreira em 2001 com a peça Antígona, com encenação do professor Paulo Vaz (Externato Marista de Lisboa), encenador que em 2002 voltou a dirigi-la em Se o Amor For Outra Coisa, de Pedro Paixão. Integrou de seguida A Noite dos Assassinos, encenada por António Pires, Agosto em Osage, encenada por Fernanda Lapa, Janis e a Tartaruga e Mil Olhos de Vidro, de Luísa Pinto, entre outras. 
Em 2003, participou na primeira temporada da telenovela juvenil Morangos com Açúcar (TVI).
No cinema, participou em Viúva Rica Solteira Não Fica, uma longa-metragem de José Fonseca e Costa e em curtas-metragens como Night Shop e O Destino do Sr. Sousa, de João Constâncio, entre outras.
Em televisão, participou em Bocage, Mundo Meu, Vingança, Conta-me Como Foi ou Cidade Despida, entre muitas outras.
Em 2005, vence o concurso MTV "VJ Casting", lançado em junho, com o objetivo de escolher a nova cara da MTV Portugal, que se juntaria a Diogo Dias, até então o único anfintrião do canal. A "estadia" de Cautela no canal incluiu uma pequena participação nos MTV Europe Music Awards de 2005, para revelarem o projeto vencedor do prémio Best Portuguese Act.
Em 2010, participou na peça O Dia dos Prodígios, de Lídia Jorge e encenada por Cucha Carvalheiro, onde contracena com grandes nomes do teatro como Elisa Lisboa, José Martins, Luís Lucas ou Maria Emília Correia.
Em 2011, apresentou, para a RTP2, o programa Fá-las Curtas. Também em 2011 foi anunciado que terminaria a sua participação como apresentadora do 5 Para a Meia-Noite, iniciada dois anos antes. Cautela apresentava o irreverente talk-show às segundas-feiras. Foi a única mulher a apresentar o programa entre a primeira e quarta temporada do mesmo.
Em 2013, faz parte do elenco residente de Vale Tudo, com João Ricardo, César Mourão, Inês Castel-Branco, Rui Unas, Joaquim Horta, Custódia Gallego e Luciana Abreu.
Apresenta, novamente, o talk-show da RTP 1, 5 Para a Meia-Noite de 2016 a 2020, passando a ser a primeira cara do programa desde que o mesmo passou a semanal.
Desde 2017, coaprsenta o Festival RTP da Canção, em 2017, coapresentou a final do Festival RTP da Canção 2017, com Catarina Furtado e Sílvia Alberto.
Em 2017, foi a porta-voz do Festival Eurovisão da Canção 2017, onde revelou os votos de Portugal a nível do júri nacional.
Em 2018 apresentou, juntamente com Pedro Fernandes, a final do Festival RTP da Canção 2018, na RTP1.
No mesmo ano, apresenta o Festival Eurovisão da Canção 2018 juntamente com Catarina Furtado, Daniela Ruah e Sílvia Alberto.
Em 2019, apresentou, juntamente com o Vasco Palmeirim, a final do Festival RTP da Canção 2019, na RTP1.
Em março de 2020, coapresenta a Final do Festival RTP da Canção 2020, com Vasco Palmeirim, na RTP1.
Em 2020, apresenta na RTP1 o concurso Quem Quer Ser Milionário? - Alta Pressão.
Em 2020, voltou à apresentação de eventos relacionados com o mundo musical ao conduzir os estreantes Play - Prémios da Música Portuguesa, feito que repetiu em 2021 e 2022.  
Em 2021, na RTP1 estreia um novo talk-show semanal "com a cara" de Cautela, que a mesma apresenta: Programa Cautelar. No mesmo ano, a coapresenta a 3ª temporada do programa I Love Portugal, também com Palmeirim. Por este último programa, a apresentadora auferia 10 mil euros/mês.
No fim da primavera europeia de 2021, foram lançados dois anúncios televisivos da Uber Eats protagonizados por Cautela. Ambos foram os primeiros anúncios publicitários televisivos da plataforma em Portugal, que já estava disponível no país há alguns anos. Ambos os anúncios contam também com a participação de Herman José.
Em 2022, apresenta na RTP1 um novo concurso semanal, Eu Faço Tudo por Amor.

## Prémios
Em 2016 Filomena recebeu uma estrela em sua homenagem no Muro da Fama - Nirvana Studios. Em 2021, foi galardoada nos Globos de Ouro, com o Prémio Especial 25 anos na categoria de Revelação. 
Troféus de Televisão TV 7 Dias/Impala
| Ano  | Prémio                                | Trabalho(s)                                                   | Resultado |
| ---- | ------------------------------------- | ------------------------------------------------------------- | --------- |
| 2011 | Entretenimento - Melhor Apresentadora |                                                               | Indicado  |
| 2018 | Entretenimento - Melhor Apresentadora |                                                               | Indicado  |
| 2019 | Entretenimento - Melhor Apresentadora | 5 Para a Meia-Noite                                           | Venceu    |
| 2020 | Entretenimento - Melhor Apresentadora | 5 Para a Meia-Noite, Jogo de Todos os Jogos e I Love Portugal | Venceu    |
| 2021 | Entretenimento - Melhor Apresentadora |                                                               | Indicado  |

## Filmografia
Fez parte dos elencos dos filmes: 
- 2004 - Quinta dos Anjos, de Paulo Frasão
- 2004 - Anita na Praia, de Anabela Teixeira
- 2005 - Viúva Rica Solteira Não Fica, de José Fonseca e Costa [17]
- 2009 - O Destino do Sr. Sousa, de João Constâncio [18]
- 2009 - Night Shop, de João Constâncio
- 2012 - Videovigilância, da Academia RTP
- 2018 - Linhas de Sangue, de Sérgio Graciano e Manuel Pureza
- 2020 - Nós os Ursos: O Filme [19]

## Televisão
Participa como atriz em várias séries de televisão, começando a sua carreira como apresentadora na MTV Portugal, tendo sido a primeira apresentadora (feminina) do canal. 
| Anos            | Projeto                                           | Papel                    | Notas                                                                     | Canal          |
| --------------- | ------------------------------------------------- | ------------------------ | ------------------------------------------------------------------------- | -------------- |
| 2003 - 2004     | Morangos com Açúcar (1.ª temporada)               | Carla Santos             | Elenco Principal                                                          | TVI            |
| 2003            | Ana e os Sete                                     | Sandra                   | Participação Especial                                                     | TVI            |
| 2004            | Inspetor Max                                      | Margarida                | Participação Especial                                                     | TVI            |
| 2005            | Mundo Meu                                         | Sylvie                   | Elenco Principal                                                          | TVI            |
| 2005 - 2006     | MTV Portugal                                      | Ela Própria              | Apresentadora                                                             | MTV            |
| 2006            | Bocage                                            | Ana Perpétua             | Elenco Principal                                                          | RTP1           |
| 2007            | Vingança                                          | Érica Ramalho            | Elenco Principal                                                          | SIC            |
| 2007            | Aqui Não Há Quem Viva                             | Ângela (Amiga de Emílio) | Participação Especial                                                     | SIC            |
| 2008            | Chiquititas                                       | Antonieta de Mont        | Participação Especial                                                     | SIC            |
| 2008            | Casos da Vida                                     | Marta                    | Elenco Principal                                                          | TVI            |
| 2008            | Conta-me como Foi                                 | Glória                   | Participação Especial                                                     | RTP1           |
| 2008 - 2014     | Cá Estamos (Globo Portugal)                       | Ela Própria              | Apresentadora                                                             | Globo          |
| 2009 - 2011     | 5 para a Meia-Noite                               | Ela Própria              | Apresentadora                                                             | RTP2           |
| 2010            | Cidade Despida                                    | Joana                    | Elenco Adicional                                                          | RTP1           |
| 2010            | República                                         | Marta                    | Elenco Principal                                                          | RTP1           |
| 2011            | Fá-las Curtas                                     | Ela Própria              | Apresentadora                                                             | RTP2           |
| 2012 - presente | NOS Alive                                         | Ela Própria              | Repórter                                                                  | RTP1           |
| 2013            | Depois do Adeus                                   | __________               | Elenco Adicional                                                          | RTP1           |
| 2013 - 2014     | Agora                                             | Ela Própria              | Apresentadora                                                             | RTP2           |
| 2015            | Palcos Agora                                      | Ela Própria              | Apresentadora                                                             | RTP2           |
| 2015 - 2016     | Santa Bárbara                                     | Maria Ana Rodrigues      | Elenco Principal                                                          | TVI            |
| 2015 - 2020     | 5 para a Meia-Noite                               | Ela Própria              | Apresentadora                                                             | RTP1           |
| 2016            | Volta ao Mundo 2016: Passagem de Ano              | Ela Própria              | Apresentadora                                                             | RTP1           |
| 2016 - 2017     | Ministério do Tempo                               | Mafalda Torres           | Elenco Secundário                                                         | RTP1           |
| 2017            | Inspetor Max                                      | Judite                   | Participação Especial                                                     | TVI            |
| 2017            | Festival RTP da Canção 2017 (Final)               | Ela Própria              | Apresentadora da Green Room                                               | RTP1           |
| 2018            | Festival RTP da Canção 2018 (Final)               | Ela Própria              | Apresentadora, ao lado de Pedro Fernandes                                 | RTP1           |
| 2018            | Festival Eurovisão da Canção 2018                 | Ela Própria              | Apresentadora, ao lado de Catarina Furtado, Daniela Ruah e Sílvia Alberto | RTP1           |
| 2019            | Festival RTP da Canção 2019 (Final)               | Ela Própria              | Apresentadora, ao lado de Vasco Palmeirim                                 | RTP1           |
| 2019            | Play - Prémios da Música Portuguesa (2019)        | Ela Própria              | Apresentadora, ao lado de Inês Lopes Gonçalves                            | RTP1           |
| 2019            | I Love Portugal (1.ª edição)                      | Ela Própria              | Apresentadora, ao lado de Vasco Palmeirim                                 | RTP1           |
| 2020            | Jogo de Todos Os Jogos                            | Ela Própria              | Apresentadora                                                             | RTP1           |
| 2020            | Festival RTP da Canção 2020 (Final)               | Ela Própria              | Apresentadora, ao lado de Vasco Palmeirim                                 | RTP1           |
| 2020            | Quem Quer Ser Milionário? - Alta Pressão          | Ela Própria              | Apresentadora                                                             | RTP1           |
| 2020            | Play - Prémios da Música Portuguesa (2020)        | Ela Própria              | Apresentadora, ao lado de Inês Lopes Gonçalves                            | RTP1           |
| 2020            | I Love Portugal (2.ª edição)                      | Ela Própria              | Apresentadora, ao lado de Vasco Palmeirim                                 | RTP1           |
| 2021            | Festival RTP da Canção 2021 (Final)               | Ela Própria              | Apresentadora, ao lado de Vasco Palmeirim                                 | RTP1           |
| 2021            | Programa Cautelar (1.ª edição)                    | Ela Própria              | Apresentadora                                                             | RTP1           |
| 2021            | Play - Prémios da Música Portuguesa (2021)        | Ela Própria              | Apresentadora, apoiada por Hugo van der Ding                              | RTP1           |
| 2021            | I Love Portugal (3.ª edição)                      | Ela Própria              | Apresentadora, ao lado de Vasco Palmeirim                                 | RTP1           |
| 2022            | Festival RTP da Canção 2022 (Final)               | Ela Própria              | Apresentadora, ao lado de Vasco Palmeirim                                 | RTP1           |
| 2022            | Programa Cautelar (2.ª edição)                    | Ela Própria              | Apresentadora                                                             | RTP1           |
| 2022            | Play - Prémios da Música Portuguesa (2022)        | Ela Própria              | Apresentadora, apoiada por Carolina Torres                                | RTP1           |
| 2022            | Eu Faço Tudo Por Amor                             | Ela Própria              | Apresentadora                                                             | RTP1           |
| 2022            | MasterChef Portugal - Especial Fim de Ano         | Ela Própria              | Apresentadora                                                             | RTP1           |
| 2023            | Festival RTP da Canção 2023 (Final)               | Ela Própria              | Apresentadora, ao lado de Vasco Palmeirim                                 | RTP1           |
| 2023            | Play - Prémios da Música Portuguesa (2023)        | Ela Própria              | Apresentadora, apoiada por Ana Markl e Joana Gama                         | RTP1           |
| 2023            | I Love Portugal (4.ª edição)                      | Ela Própria              | Apresentadora, ao lado de João Paulo Rodrigues                            | RTP1           |
| 2023            | Programa Cautelar (3.ª edição)                    | Ela Própria              | Apresentadora                                                             | RTP1           |
| 2023            | MasterChef Portugal - Especial Avós               | Ela Própria              | Apresentadora                                                             | RTP1           |
| 2024            | Got Talent Portugal (10.ª edição)                 | Ela Própria              | Jurada                                                                    | RTP1           |
| 2024            | Festival RTP da Canção 2024 (Final)               | Ela Própria              | Apresentadora, ao lado de Vasco Palmeirim                                 | RTP1           |
| 2024            | Play - Prémios da Música Portuguesa (2024)        | Ela Própria              | Apresentadora, ao lado de Inês Lopes Gonçalves                            | RTP1           |
| 2024            | Primavera Sound Porto                             | Ela Própria              | Repórter                                                                  | RTP2/ RTP Play |
| 2024            | Tudo o que não precisas de saber sobre quase tudo | Ela Própria              | Apresentadora                                                             | RTP1           |
| 2025            | Got Talent Portugal (11.ª edição)                 | Ela Própria              | Jurada                                                                    | RTP1           |
| 2025            | Festival RTP da Canção 2025 (Final)               | Ela Própria              | Apresentadora, ao lado de Vasco Palmeirim                                 | RTP1           |
| 2025            | Play - Prémios da Música Portuguesa (2025)        | Ela Própria              | Apresentadora, ao lado de Inês Lopes Gonçalves                            | RTP1           |

## Videoclipes
- 2022 - "Live It Up", de David Fonseca[20]